# Халілово (Абзеліловський район)
Халі́лово (рос. Халилово, башк. Хәлил) — село у складі Абзеліловського району Башкортостану, Росія. Адміністративний центр Халіловської сільської ради.
Населення — 1117 осіб (2010; 1070 в 2002).
Національний склад:
- башкири — 100%